# 早苗 (駆逐艦)
|          |                                                       |
| 艦歴     |                                                       |
| 計画     | 1918年度（八六艦隊案）                                |
| 起工     | 1922年4月5日                                          |
| 進水     | 1923年2月15日                                         |
| 就役     | 1923年11月5日（第六駆逐艦）                           |
| その後   | 1943年11月18日戦没                                    |
| 除籍     | 1944年1月1日                                          |
| 性能諸元 |                                                       |
| 排水量   | 基準：820トン                                         |
| 全長     | 83.8m                                                 |
| 全幅     | 8.08m                                                 |
| 吃水     | 2.51m                                                 |
| 主缶     | ロ号艦本式缶3基                                       |
| 機関     | オールギアードタービン2基2軸 21,500shp                |
| 最大速力 | 35.5ノット                                            |
| 航続距離 |                                                       |
| 乗員     |                                                       |
| 兵装     | 12.0cm単装砲3基 6.5mm単装機銃2基 53cm連装発射管2基4門 |

早苗（さなえ/さなへ）は、日本海軍の駆逐艦。若竹型の3番艦である。

## 艦歴
浦賀船渠にて建造され、1923年11月5日に竣工した。当初は第六駆逐艦という艦名であり、1924年4月1日に「第六号駆逐艦」、1928年8月1日に「早苗」へと改名された。
1932年（昭和7年）12月3日、早苗のほか早蕨、呉竹、若竹の駆逐艦四隻で台湾の馬公へ向け呉港を出航。同年12月5日、暴風雨により早蕨が沈没。乗組員の救助を行う。
1941年（昭和16年）12月に太平洋戦争が開戦すると、主に船団護衛に従事した。1943年（昭和18年）11月15日、船団護衛のためパラオを出港し　ボルネオ島のバリックパパンへ向かったが、セレベス海へ入り、見張り交替の直後の11月18日の深夜、船体の中央付近へ雷撃を受け、さらに　2本の魚雷が早苗に命中。合計3本の雷撃をうけた。同日23時46分、北緯4度52分、東経122度7分にて沈没。
この攻撃は米国資料によりアメリカ海軍の潜水艦ブルーフィッシュの雷撃と確認されている。ブルーフィッシュ号は第2513船団を18日の午前に発見し、深夜まで追跡のうえ、攻撃を行ったことが記録されている。海軍少佐：酒井信一　艦長、海軍中尉：飯田貞行　先任将校兼砲術長　以下　大多数が戦死し、救助されたのは3名の水兵長のみであった。

## 歴代艦長
※『艦長たちの軍艦史』379-380頁による。階級は就任時のもの。

### 艤装員長
- 若木元次 少佐：1923年5月1日 - 11月5日[2]

### 駆逐艦長
- 若木元次 少佐：1923年11月5日[2] - 1924年12月1日
- 杉山六蔵 少佐：1924年12月1日 - 1925年10月20日
- 勝野実 大尉：1925年12月1日 - 1926年12月1日 同日より予備艦
- 野末信次郎 少佐：1926年12月1日[3] - 1927年3月15日[4]
- （兼）藤田俊造 大尉：1927年3月15日[4] - 12月1日[5]
- 橋本象造 少佐：1927年12月1日 - 1928年12月10日[6]
- 板垣盛 少佐：1928年12月10日 - 1929年11月1日[7]
- 橘正雄 大尉：1929年11月1日[7] - 1932年11月15日
- 福岡徳治郎 大尉：1932年11月15日 - 1934年5月25日
- 大迫東 大尉：1934年5月25日[8] - 1934年9月29日[9]
- 矢野寛二 少佐：1934年9月29日[9] - 1936年12月1日[10]
- 吉井五郎 少佐：1936年12月1日 - 1938年7月25日[11]
- 柴山一雄 大尉：1938年7月25日 - 1939年1月20日[12]
- 柳瀬善雄 少佐：1940年10月15日 - 1941年4月15日[13]
- 小川陽一郎 大尉：1941年4月15日 - 1941年10月1日[14]
- 小泉四郎 少佐：1941年10月1日 -
- 長倉義春 大尉：1942年10月25日 -
- 酒井信一 大尉：1943年10月20日 - 11月18日戦死